# Secusio discoidalis
Secusio discoidalis là một loài bướm đêm thuộc phân họ Arctiinae, họ Erebidae.